# Cumberlandsås

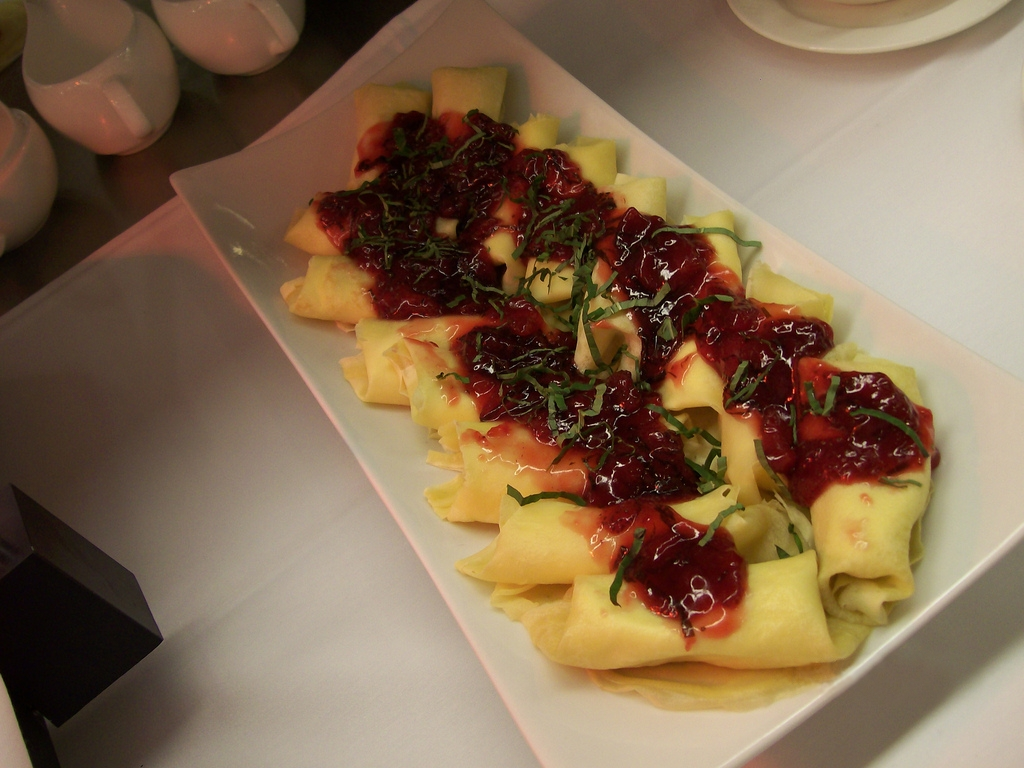
Crepes med cumberlandsås.

Cumberlandsås är en kall sås som främst serveras till patéer, vilt och sallader. Såsen har engelskt ursprung och har troligen skapats under 1800-talet. Det finns olika teorier om namnets ursprung, antingen en hertig av Cumberland eller grevskapet Cumberland.
Såsen är i Storbritannien ett av de viktigaste smaktillbehören. Ingredienser i såsen är svarta eller röda vinbär, skal/saft av citron eller apelsin, senap, ingefära, sherry/cognac/vin och vinäger.